# Steffisburg
Steffisburg je město ve Švýcarském kantonu Bern, okrese Thun. Žije zde přibližně 16 tisíc obyvatel.
Název Steffisburg je odvozen od jména světce Štěpána a starohornoněmeckého obecného slova Burg. Přestože se obec v posledních desetiletích rozrostla do velikosti města s více než 15 000 obyvateli, Steffisburg se stále označuje jako „vesnice“.

## Geografie
Steffisburg se nachází v předalpské kopcovité krajině na řece Zulg na okraji Bernského středohoří. Steffisburg je předměstím severně od Thunu. Sousedními obcemi Steffisburgu jsou Thun, Homberg, Fahrni, Unterlangenegg, Uetendorf a Heimberg. Centrum leží v nadmořské výšce 585 m, nejvyšší bod je ve výšce 1034 m n. m.
Čtvrti Schwäbis a Sonnenfeld jsou od obce urbanisticky odděleny, těsně za branami bývalého města Thun. Kromě velkých sídlišť, škol a kostela se zde usídlila také mlékárna, pila a část thunské zbrojovky.

## Historie

Letecký pohled (1954)

Název řeky Zulg (dříve Zull, Zulle, Zulla) je pravděpodobně helvétského původu, z galského tullo „výška“. Golaten, název malé rokle řeky Bösbach, zjevně odráží galorománské golatta „malá rokle“. Při stavbě mlékárny ve Schwäbisu byly objeveny pozůstatky římského statku. Několik archeologických nálezů a alemanské polní názvy Ortbühl, Tüchtiwil, Hardegg, Hartlisberg, Siglisberg a další jsou nepochybným dokladem osídlení v raném středověku.
Místní jméno Stevansburc se poprvé objevuje v listině z roku 1133. Berchtold V. ze Zähringenu, zakladatel Bernu, spravoval tuto oblast až do roku 1218. Jeho dědici byli Kyburgové. Románská věž vesnického kostela, dnes nejstarší památka v obci, pochází z 12. století.
„Freie Gericht an der Louwinen“ (Svobodný svazek obcí Louwinen) s dnešními obcemi Steffisburg, Heimberg, Brenzikofen, Herbligen, Fahrni, Unter- und Oberlangenegg, Eriz, Horrenbach-Buchen, Homberg, Teuffenthal, Schwendibach, Goldiwil, Heiligenschwendi a Sigriswil připadly Bernu v roce 1385. V roce 1405 byly v právním textu Frygricht Landrächt písemně zaznamenány tradiční svobody a práva a upravena správa svobodného dvora. Zemské zákony byly obnoveny v letech 1471 a 1535 a v roce 1471 byly svobodné dvory Steffisburg a Sigriswil odděleny.

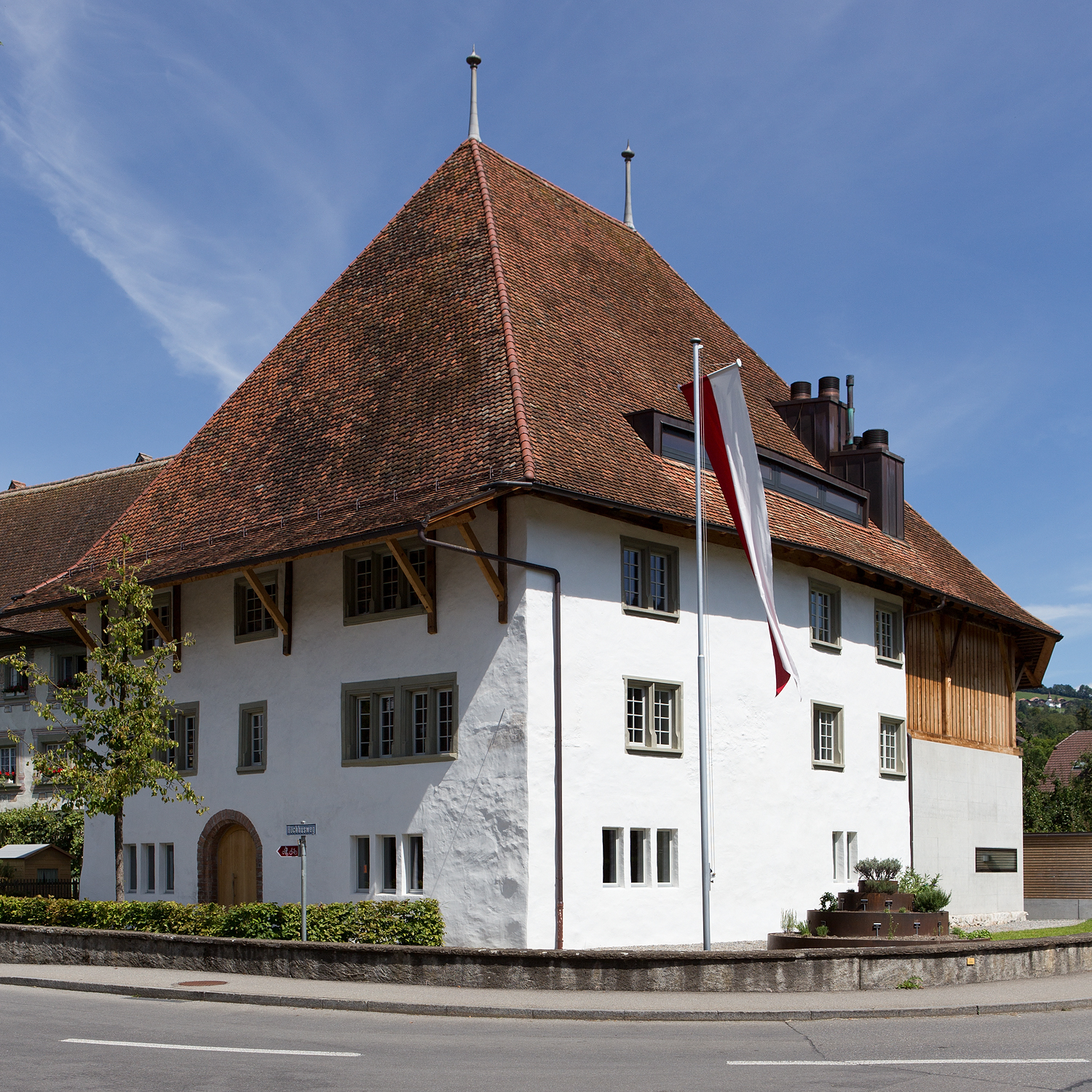
Höchhus

V roce 1449 udělili dva významní majitelé Steffisburgu, klášter Interlaken a Heinrich Matter, vesnické obci právo dohledu nad společnou půdou a lesy (Heinrich Matter vlastnil Höchhus, několik mlýnů, mnoho velkých statků, vinice a několik domů ve vsi).
V roce 1539 koupili Matterovy statky se zemskými právy obyvatelé Steffisburgu, především hejtman Peter Surer. Právě za Surerova působení byl postaven „Landhaus“ jako soudní budova steffisburského venkova, která až do února 2012 sloužila jako hostinec „Landhaus“.
Podrážděná nálada obyvatel Steffisburgu proti arogantní vrchnosti se projevila v selské válce v roce 1653, v níž sehrál významnou roli kapitán a hejtman Hans Berger. Popravě se mu podařilo uniknout útěkem do zahraničí.
Od roku 1586 do roku 1864 zde byla provozována prachárna, dokud konfederace podnik nezrušila a v Thunu nebyla otevřena továrna na munici.
V roce 1798 vtrhli do Steffisburgu Francouzi. Hejtman Kaspar Schweizer se jejich přehnaným požadavkům rázně postavil. Po krátkou dobu během helvétského období byl prvním okresním hejtmanem na venkově.
V roce 1825 se obecní zastupitelstvo rozhodlo oddělit měšťanské a rezidentské obce. Sirotčí, chudinská, silniční, pražská a policejní služba byla převedena na rezidentskou obec. Po vstupu nové ústavy v platnost v roce 1831 byl „Frygricht Landrächt“ definitivně nahrazen kantonálními zákony. V roce 1861 byla uzavřena tzv. separátní dohoda mezi obcí obyvatel a měšťanskou obcí.
V roce 1947 bylo v důsledku nové obecní organizace obecní zastupitelstvo nahrazeno hlasovacími lístky a velkou obecní radou (v jejímž čele nyní stojí starosta obce na plný úvazek).

## Obyvatelstvo
| Rok            | 1850 | 1870 | 1900 | 1910 | 1930 | 1950 | 1960   | 1970   | 1980   | 1990   | 2000   | 2010   |
| Počet obyvatel | 3166 | 3453 | 4829 | 5830 | 6755 | 8941 | 10 757 | 12 621 | 12 539 | 13 522 | 14 349 | 15 135 |

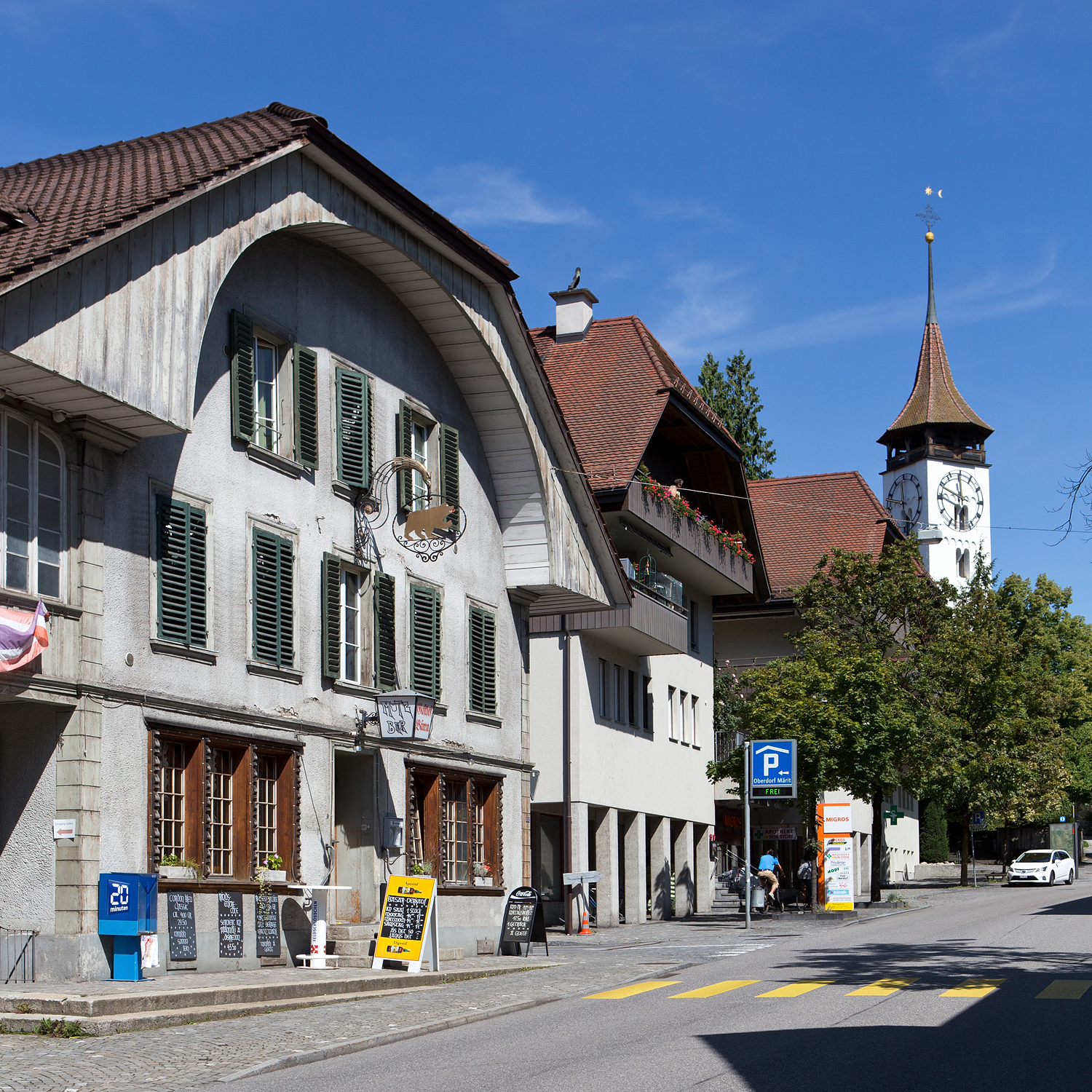
Centrum obce

Většina obyvatel (k roku 2000) hovoří jako mateřským jazykem německy (13 274, tj. 92,5 %), druhým nejčastějším jazykem je italština (179, tj. 1,2 %) a třetím albánština (166, tj. 1,2 %). 

## Hospodářství
V obci je přibližně 4000 pracovních míst. Největším zaměstnavatelem v obci je společnost Fritz Studer AG (600 zaměstnanců), která vyrábí přesné válcové brusky.

## Doprava
Steffisburg je napojen na síť veřejné dopravy dvěma autobusovými linkami dopravce STI 1 a 3, které jezdí do Thunu. V letech 1913–1958 jezdila v obci tramvajová trať Steffisburg – Thun – Interlaken. Steffisburgu se na západním okraji dotýká železniční trať Thun–Burgdorf, ale vzhledem k okrajové poloze nejsou stanice Steffisburg a Schwäbis, nacházející se na této trati, pro rozvoj obce příliš důležité.
Asi 2 km západně od okraje obce se nachází nejbližší nájezd na dálnici A6 (Bern–Thun).

## Partnerská města
- Jindřichův Hradec, Česko – toto partnerství, které trvalo od roku 1992 do konce roku 2008, bylo obcí Steffisburg zrušeno[3]